# ANEK Lines
Anonimi Naftiliyaki Eteria Kritis Lines, SA (en grec: Ανώνυμη Ναυτιλιακή Εταιρεία Κρήτης, γνωστή ως), més coneguda com a ANEK Lines, SA és una empresa grega dedicada al transport marítim. Fou fundada l'any 1967 per nombrosos accionistes habitants de Creta. Opera amb transbordadors de passatgers, principalment a les línies del mar Adriàtic i la del Pireu-Creta.
La companyia cotitza a la Borsa d'Atenes i el 32,5% és propietat de l'empresa domiciliada a Xipre Sea Star Capital, plc. (també propietari del 25,4% d'Hellenic Seaways).

## Història
Nombroses protestes van esclatar a Creta després que el ferri d'automòbils de Typaldos Lines SS Heraklion naufragués per culpa d'una sèrie d'infraccions de seguretat, que va provocar la mort de més de 200 persones. El vaixell es va enfonsar el 8 de desembre de 1966 en el seu camí entre Khanià i el Pireu.
En resposta, un centenar de cretencs (comerciants, free-lancers, pensionistes, agricultors), seguint la proposta de l'Associació d'Economistes de la Prefectura de Khanià i el generós suport del Metropolità de Kíssamos i Selinos, Irineos Galanakis, van fundar la primera companyia de transport multi-accionista a nivell mundial amb vaixells moderns, còmodes i decents.

## Flota[4]

### Operatius
| Nom              | Pavelló | Any  | IMO     | Codi | Tonatge   | Llargada | Amplada | Passatgers | Vehicles | Nussos | Imatge |
| ---------------- | ------- | ---- | ------- | ---- | --------- | -------- | ------- | ---------- | -------- | ------ | ------ |
| Kriti II         | GRE     | 1979 | 7814058 | SZQW | 27.239 GT | 192 m.   | 29,4 m. | 1.500      | 719      | 23     |        |
| Elyros           | GRE     | 1998 | 9178599 | SVOM | 28.000 GT | 192 m.   | 27 m.   | 1.874      | 620      | 24     |        |
| Olympic Champion | GRE     | 2000 | 9216028 | SYWD | 32.694 GT | 204 m.   | 25,8 m. | 1.850      | 670      | 30     |        |
| Hellenic Spirit  | GRE     | 2001 | 9216030 | SYOA | 32.694 GT | 204 m.   | 25,8 m. | 1.850      | 670      | 30     |        |
| Prevelis         | GRE     | 1980 | 8020927 | SYDL | 15.354 GT | 142,5 m. | 23,5 m. | 991        | 310      | 19     |        |

### Disponibles del Grimaldi Holding
| Nom     | Pavelló | Any  | IMO     | Codi | Tonatge   | Llargada | Amplada | Passatgers | Vehicles | Nussos | Imatge |
| ------- | ------- | ---- | ------- | ---- | --------- | -------- | ------- | ---------- | -------- | ------ | ------ |
| Audacia | ITA     | 2007 | 9350692 | ICDF | 25.058 GT | 199 m.   | 26,6 m. | 900        | 700      | 24     |        |
| Forza   | ITA     | 2010 | 9458523 | IBWU | 25.518 GT | 199 m.   | 26,6 m. | 1.000      | 700      | 24     |        |

### Fora de servei
| Nom          | Pavelló | Any  | IMO     | Codi | Tonatge   | Llargada | Amplada | Passatgers | Vehicles | Nussos | Imatge |
| ------------ | ------- | ---- | ------- | ---- | --------- | -------- | ------- | ---------- | -------- | ------ | ------ |
| Lato         | GRE     | 1975 | 7394759 | SZOJ | 25.460 GT | 174 m.   | 24 m.   | 1.790      | 600      | 22     |        |
| Kriti I      | GRE     | 1979 | 7814046 | SZRD | 27.239 GT | 192 m.   | 27 m.   | 1.494      | 650      | 22     |        |
| El.Venizelos | GRE     | 1984 | 7907673 | SWWZ | 38.261 GT | 175,5 m. | 28,5 m. | 2.500      | 850      | 21     |        |
| Sophocles V. | GRE     | 1991 | 8916607 | SWBZ | 29.991 GT | 192 m.   | 27 m.   | 1.500      | 703      | 25     |        |
| Lefka Ori    | GRE     | 1992 | 9035876 | SWDA | 29.992 GT | 192 m.   | 27 m.   | 1.500      | 703      | 25     |        |